# Стерлигов, Илья Иванович
Илья Иванович Стерлигов (1870 — не ранее 1920) — председатель Тамбовской губернской земской управы (1904—1909), черниговский губернатор (1913—1915).

## Биография
Из потомственных дворян Рязанской губернии. Землевладелец Усманского уезда Тамбовской губернии (приобретенные 70 десятин, у жены — 124 десятины).
Окончил Михайловский Воронежский кадетский корпус (1888) и 2-е военное Константиновское училище (1890), откуда выпущен был подпоручиком в 7-й гренадерский Самогитский полк. Произведен в поручики 15 апреля 1894 года.
14 марта 1895 года вышел в запас армейской пехоты по Усманскому уезду. С 1898 года избирался членом Усманской уездной земской управы и гласным Тамбовского губернского земского собрания. 2 ноября 1901 года избран председателем Усманской уездной земской управы, а в 1904 году — председателем губернской земской управы, будучи представителем правых землевладельцев. 19 января 1909 года назначен харьковским вице-губернатором. 14 января 1913 года назначен исправляющим должность черниговского губернатора, а 6 декабря того же года утвержден в должности. В 1915 году был назначен люблинским губернатором, в каковой должности оставался до Февральской революции. Произведен в действительные статские советники 30 июля 1915 года.
В Гражданскую войну — в Вооруженных силах Юга России, в 1920 году эвакуировался из Одессы в Салоники на корабле «Рио-Пардо». На май 1920 года — в Югославии. Дальнейшая судьба неизвестна. Был женат на Марии Федоровне Снежковой.

## Награды
- Орден Святой Анны 3-й ст. (1903)
- Орден Святого Станислава 2-й ст. (1907)
- Орден Святого Владимира 4-й ст. (1908)
- знак отличия за труды по землеустройству.

Иностранные:
- бухарский Орден Золотой звезды 2-й ст.